# Elezioni politiche in Italia del 1953
Le elezioni politiche in Italia del 1953 per il rinnovo dei due rami del Parlamento Italiano – la Camera dei deputati e il Senato della Repubblica – si tennero domenica 7 e lunedì 8 giugno 1953. Il Senato, la cui legislatura aveva una durata di sei anni, fu sciolto anticipatamente.
I risultati videro la Democrazia Cristiana nuovamente maggioritaria, seppur in forte calo rispetto alle precedenti elezioni, così come pure l'intera area di governo composta da PSDI, PRI e PLI. La coalizione centrista, formatasi per ottenere il premio di maggioranza introdotto dalla nuova legge elettorale, non riuscì infatti a superare il 50% dei voti mancando l'obiettivo di pochi decimi (fermandosi al 49,2% dei consensi). Le elezioni rafforzarono invece la sinistra che, conclusa l'esperienza del Fronte Democratico Popolare, tornò divisa tra Partito Comunista Italiano e Partito Socialista Italiano, quest'ultimo privo però della connotazione di massa che aveva caratterizzato la sua nascita. D'ora in poi, infatti, il PCI sarà l'unico partito in grado di mettere in discussione il primato democristiano. Ebbero un notevole successo, seppur restando nettamente minoritaria, anche l'area della destra composta da monarchici, che con questa elezione ebbero il loro massimo storico, e i missini.

## Sistema di voto
Fatta salva l'eccezione dell'eventuale premio di maggioranza introdotto con legge n. 148/1953, le elezioni politiche del 1953 si tennero con il sistema di voto introdotto con il decreto legislativo luogotenenziale n. 74 del 10 marzo 1946, dopo essere stato approvato dalla Consulta Nazionale il 23 febbraio 1946. Il sistema fu poi recepito come normativa elettorale per la Camera dei deputati con la legge n. 6 del 20 gennaio 1948. Per quanto riguarda il Senato della Repubblica, i criteri di elezione vennero stabiliti con la legge n. 29 del 6 febbraio 1948 la quale, rispetto a quella per la Camera, conteneva alcuni piccoli correttivi in senso maggioritario, pur mantenendosi anch'essa in un quadro larghissimamente proporzionale.
Secondo la suddetta legge, i partiti presentavano in ogni circoscrizione una lista di candidati. L'assegnazione di seggi alle liste circoscrizionali avveniva con un sistema proporzionale utilizzando il metodo dei divisori con quoziente Imperiali; determinato il numero di seggi guadagnati da ciascuna lista, venivano proclamati eletti i candidati che, all'interno della stessa, avessero ottenuto il maggior numero di preferenze da parte degli elettori, i quali potevano esprimere il loro gradimento per un massimo di quattro candidati.
I seggi e i voti residuati a questa prima fase venivano raggruppati poi nel collegio unico nazionale, all'interno del quale gli scranni venivano assegnati sempre col metodo dei divisori, ma utilizzando ora il quoziente Hare naturale ed esaurendo il calcolo tramite il metodo dei più alti resti.
Il 31 marzo 1953 venne promulgata la legge n. 148/1953, composta da un singolo articolo, che introdusse un premio di maggioranza consistente nell'assegnazione del 65% dei seggi della Camera dei deputati alla lista o al gruppo di liste collegate che avesse raggiunto il 50% più uno dei voti validi.
Differentemente dalla Camera, la legge elettorale del Senato rimase la stessa e si articolava su base regionale, seguendo il dettato costituzionale (art.57). Ogni Regione era suddivisa in tanti collegi uninominali quanti erano i seggi ad essa assegnati. All'interno di ciascun collegio, veniva eletto il candidato che avesse raggiunto il quorum del 65% delle preferenze: tale soglia, oggettivamente di difficilissimo conseguimento, tradiva l'impianto proporzionale su cui era concepito anche il sistema elettorale della Camera Alta. Qualora, come normalmente avveniva, nessun candidato avesse conseguito l'elezione, i voti di tutti i candidati venivano raggruppati in liste di partito a livello regionale, dove i seggi venivano allocati utilizzando il metodo D'Hondt delle maggiori medie statistiche e quindi, all'interno di ciascuna lista, venivano dichiarati eletti i candidati con le migliori percentuali di preferenza.

### Circoscrizioni
Il territorio nazionale italiano venne suddiviso alla Camera dei deputati in 31 circoscrizioni plurinominali ed al Senato della Repubblica in 19 circoscrizioni plurinominali, corrispondenti alle regioni italiane.

#### Circoscrizioni della Camera dei deputati

Le circoscrizioni per la Camera dei deputati.

Le circoscrizioni della Camera dei deputati furono le seguenti:
1. Torino (Torino, Novara, Vercelli);
2. Cuneo (Cuneo, Alessandria, Asti);
3. Genova (Genova, Imperia, La Spezia, Savona);
4. Milano (Milano, Pavia);
5. Como (Como, Sondrio, Varese);
6. Brescia (Brescia, Bergamo);
7. Mantova (Mantova, Cremona);
8. Trento (Trento, Bolzano);
9. Verona (Verona, Padova, Vicenza, Rovigo);
10. Venezia (Venezia, Treviso);
11. Udine (Udine, Belluno, Gorizia);
12. Bologna (Bologna, Ferrara, Ravenna, Forlì);
13. Parma (Parma, Modena, Piacenza, Reggio Emilia);
14. Firenze (Firenze, Pistoia);
15. Pisa (Pisa, Livorno, Lucca, Provincia di Massa-Carrara);
16. Siena (Siena, Arezzo, Grosseto);
17. Ancona (Ancona, Pesaro, Macerata, Ascoli Piceno);
18. Perugia (Perugia, Terni, Rieti);
19. Roma (Roma, Viterbo, Latina, Frosinone);
20. L'Aquila (Aquila, Pescara, Chieti, Teramo);
21. Campobasso (Campobasso);
22. Napoli (Napoli, Caserta);
23. Benevento (Benevento, Avellino, Salerno);
24. Bari (Bari, Foggia);
25. Lecce (Lecce, Brindisi, Taranto);
26. Potenza (Potenza, Matera);
27. Catanzaro (Catanzaro, Cosenza, Reggio Calabria);
28. Catania (Catania, Messina, Siracusa, Ragusa, Enna);
29. Palermo (Palermo, Trapani, Agrigento, Caltanissetta);
30. Cagliari (Cagliari, Sassari, Nuoro);
31. Valle d'Aosta (Aosta).

#### Circoscrizioni del Senato della Repubblica

Le circoscrizioni per il Senato della Repubblica.

Le circoscrizioni del Senato della Repubblica furono invece le seguenti:
1. Piemonte;
2. Valle D'Aosta;
3. Lombardia;
4. Trentino-Alto Adige;
5. Veneto;
6. Friuli-Venezia Giulia;
7. Liguria;
8. Emilia-Romagna;
9. Toscana;
10. Umbria;
11. Marche;
12. Lazio;
13. Abruzzi e Molise;
14. Campania;
15. Puglia;
16. Basilicata;
17. Calabria;
18. Sicilia;
19. Sardegna.

## Quadro politico

### I governi De Gasperi e la nuova legge elettorale
La I legislatura della Repubblica Italiana vide susseguirsi tre governi presieduti dal leader democristiano Alcide De Gasperi, tutti sostenuti dalla coalizione centrista, composta da DC, PSDI, PLI e PRI. Fu un periodo di stabilità politica che permise di varare importanti riforme, come quella agraria, e fondamentali provvedimenti per la ricostruzione del Paese dopo la guerra, come la Legge Fanfani. Sul piano internazionale, il governo si operò per stringere ulteriormente i vincoli dell'Italia con l'occidente aderendo alla CECA e alla NATO. Questa linea politica fu duramente contestata dalle sinistre, che avevano il Patto di Varsavia come punto di riferimento, ma anche da alcune parti dell'elettorato cattolico, che, seguendo i dettami di Pio XII, non vedeva di buon grado le alleanze militari. Vedendo quindi rinvigorirsi sia le forze di sinistra che quelle di destra, De Gasperi fece approvare una nuova legge elettorale che avrebbe dovuto premiare la coalizione centrista con il 65% dei seggi qualora avesse superato il 50% dei voti. Questo traguardo era ritenuto raggiungibile senza difficoltà (considerando che alle precedenti elezioni il centro aveva superato il 60% dei voti) e avrebbe garantito stabilità e governi di centro anche per la futura legislatura.

### Principali forze politiche
| Partito | Partito                                        | Collocazione    | Ideologia principale      | Capo politico        | Foto |
| ------- | ---------------------------------------------- | --------------- | ------------------------- | -------------------- | ---- |
|         | Democrazia Cristiana (DC)                      | Centro          | Cristianesimo democratico | Alcide De Gasperi    |      |
|         | Partito Socialista Democratico Italiano (PSDI) | Centro-sinistra | Socialdemocrazia          | Giuseppe Saragat     |      |
|         | Partito Liberale Italiano (PLI)                | Centro-destra   | Liberalismo               | Bruno Villabruna     |      |
|         | Partito Repubblicano Italiano (PRI)            | Centro-sinistra | Repubblicanesimo          | Oronzo Reale         |      |
|         |                                                |                 |                           |                      |      |
|         | Partito Comunista Italiano (PCI)               | Sinistra        | Comunismo                 | Palmiro Togliatti    |      |
|         | Partito Socialista Italiano (PSI)              | Sinistra        | Socialismo                | Pietro Nenni         |      |
|         | Partito Nazionale Monarchico (PNM)             | Destra          | Monarchismo               | Alfredo Covelli      |      |
|         | Movimento Sociale Italiano (MSI)               | Destra          | Neofascismo               | Augusto De Marsanich |      |

## Campagna elettorale
La nuova legge elettorale fu uno dei temi più importanti della campagna elettorale. Ribattezzata Legge Truffa dalle opposizioni, essa fu portata come esempio di una pericolosa involuzione democratica, fomentando la paura per una nuova fase autoritaria dopo quella fascista. Anche nella coalizione di governo vi furono dissensi e alcune componenti liberali e socialdemocratiche abbandonarono il centro con il dichiarato intento di non far raggiungere il quorum alla DC e i suoi alleati (PSDI, PLI, PRI).

## Risultati

### Camera dei deputati

Partiti maggioritari nelle singole circoscrizioni elettorali.

|                                                                  |                                      |                                                |                                      |            |       |       |                |    |
| Coalizione                                                       | Coalizione                           | Partito                                        | Partito                              | Voti       | %     | Seggi | Differenza (%) | /  |
|                                                                  | Centro democratico                   |                                                | Democrazia Cristiana (DC)            | 10 862 073 | 40,10 | 263   | 8,41           | 42 |
|                                                                  | Centro democratico                   | Partito Socialista Democratico Italiano (PSDI) | 1 222 957                            | 4,51       | 19    | 2,56  | 14             |    |
|                                                                  | Centro democratico                   | Partito Liberale Italiano (PLI)                | 815 929                              | 3,01       | 13    | 0,81  | 6              |    |
|                                                                  | Centro democratico                   | Partito Repubblicano Italiano (PRI)            | 438 149                              | 1,62       | 5     | 0,86  | 4              |    |
|                                                                  | Centro democratico                   | Südtiroler Volkspartei (SVP)                   | 122 474                              | 0,45       | 3     | 0,02  | Stabile        |    |
|                                                                  | Centro democratico                   | Partito Sardo d'Azione (PSd'Az)                | 27 231                               | 0,10       | 0     | 0,14  | 1              |    |
| Totale Coalizione di centro                                      | Totale Coalizione di centro          | 13 488 813                                     | 49,80                                | 303        | 15,81 | 67    |                |    |
|                                                                  | Partito Comunista Italiano (PCI)     | Partito Comunista Italiano (PCI)               | Partito Comunista Italiano (PCI)     | 6 120 809  | 22,60 | 143   | 4,32           | 35 |
|                                                                  | Partito Socialista Italiano (PSI)    | Partito Socialista Italiano (PSI)              | Partito Socialista Italiano (PSI)    | 3 441 014  | 12,70 | 75    | 4,32           | 35 |
|                                                                  | Partito Nazionale Monarchico (PNM)   | Partito Nazionale Monarchico (PNM)             | Partito Nazionale Monarchico (PNM)   | 1 854 850  | 6,85  | 40    | 4,07           | 26 |
|                                                                  | Movimento Sociale Italiano (MSI)     | Movimento Sociale Italiano (MSI)               | Movimento Sociale Italiano (MSI)     | 1 582 154  | 5,84  | 29    | 3,84           | 23 |
|                                                                  | Unione Socialista Indipendente (USI) | Unione Socialista Indipendente (USI)           | Unione Socialista Indipendente (USI) | 225 409    | 0,83  | 0     | -              | -  |
|                                                                  | Unità Popolare (UP)                  | Unità Popolare (UP)                            | Unità Popolare (UP)                  | 171 099    | 0,63  | 0     | -              | -  |
|                                                                  | Alleanza Democratica Nazionale (ADN) | Alleanza Democratica Nazionale (ADN)           | Alleanza Democratica Nazionale (ADN) | 120 685    | 0,45  | 0     | -              | -  |
|                                                                  | Altre liste                          | Altre liste                                    | Altre liste                          | 82 886     | 0,31  | 0     | 0,08           | 1  |
| Totale                                                           | Totale                               | Totale                                         | Totale                               | 27 087 701 | 100   | 590   |                | 16 |
| Schede bianche                                                   | Schede bianche                       | Schede bianche                                 | Schede bianche                       | 430 888    | 1,52  |       |                |    |
| Schede nulle                                                     | Schede nulle                         | Schede nulle                                   | Schede nulle                         | 887 890    | 3,13  |       |                |    |
| Votanti                                                          | Votanti                              | Votanti                                        | Votanti                              | 28 406 479 | 93,84 |       |                |    |
| Elettori                                                         | Elettori                             | Elettori                                       | Elettori                             | 30 272 236 | 100   |       |                |    |
| Fonte: Archivio storico delle elezioni - Ministero dell'Interno. |                                      |                                                |                                      |            |       |       |                |    |

### Senato della Repubblica

Partiti maggioritari nelle singole circoscrizioni elettorali.

|                                                                  |                                                |            |       |       |                |         |
| Partito                                                          | Partito                                        | Voti       | %     | Seggi | Differenza (%) | /       |
|                                                                  | Democrazia Cristiana (DC)                      | 9 660 210  | 39,76 | 113   | 7,42           | 14      |
|                                                                  | Partito Comunista Italiano (PCI)               | 4 910 077  | 20,21 | 51    | 1,32           | 5       |
|                                                                  | Partito Socialista Italiano (PSI)              | 2 891 605  | 11,90 | 26    | 1,32           | 5       |
|                                                                  | Partito Nazionale Monarchico (PNM)             | 1 581 128  | 6,51  | 14    | 5,25           | 13      |
|                                                                  | Movimento Sociale Italiano (MSI)               | 1 473 645  | 6,07  | 9     | 5,35           | 8       |
|                                                                  | Partito Socialista Democratico Italiano (PSDI) | 1 046 301  | 4,31  | 4     | -              | 4       |
|                                                                  | Partito Liberale Italiano (PLI)                | 695 816    | 2,86  | 3     | -              | 4       |
|                                                                  | Partito Repubblicano Italiano (PRI)            | 261 713    | 1,08  | 0     | 1,54           | 4       |
|                                                                  | Unità Popolare (UP)                            | 172 545    | 0,71  | 0     | -              | -       |
|                                                                  | Alleanza Democratica Nazionale (ADN)           | 165 845    | 0,68  | 1     | -              | 1       |
|                                                                  | Südtiroler Volkspartei (SVP)                   | 107 139    | 0,44  | 2     | -              | Stabile |
|                                                                  | Altre liste e liste miste                      | 1 330 253  | 5,48  | 14    | -              | 5       |
| Totale                                                           | Totale                                         | 24 296 277 | 100   | 237   |                | Stabile |
| Schede bianche                                                   | Schede bianche                                 | 634 558    | 2,49  |       |                |         |
| Schede nulle                                                     | Schede nulle                                   | 552 366    | 2,17  |       |                |         |
| Votanti                                                          | Votanti                                        | 25 483 201 | 93,78 |       |                |         |
| Elettori                                                         | Elettori                                       | 27 172 871 | 100   |       |                |         |
| Fonte: Archivio storico delle elezioni - Ministero dell'Interno. |                                                |            |       |       |                |         |

## Analisi territoriale del voto

Partiti maggioritari nelle singole province per la Camera.

La Democrazia Cristiana perde consenso in tutta Italia ma è nel centro-sud che registra i cali peggiori, spesso superiori al 15% con punte del 18% nelle province di Salerno ed Enna. Perde solo qualche punto nelle regioni rosse, che si distinguono nuovamente come le più ostili ai democristiani, mentre al nord i decrementi sono in linea con quello nazionale. Il forte arretramento al sud riporta i risultati del meridione in linea con la media nazionale e sposta notevolmente l'asse geografico del partito verso nord. In particolare il Triveneto e l'alta Lombardia dimostrano ancora un consenso granitico per lo scudo crociato. Altre zone forti sono le province di Cuneo, Lucca, e le zone più meridionali del centro (basse Marche, Basso Lazio e Molise). Si confermano, invece, di poco al di sotto del risultato finale le percentuali del Nord-Ovest.
Il Partito Comunista Italiano risulta nuovamente predominante nel Centro Italia, specialmente in Emilia-Romagna, Toscana e Umbria, e piuttosto apprezzato nel Nord Ovest, regioni in cui ottiene rispettivamente il 35 e il 25%. Riesce, però, ad uscire dalle sue solite zone d'influenza e ottiene consensi superiori alla media nazionale in Abruzzo, Puglia, Basilicata e Sicilia. Continua, tuttavia, ad avere enormi difficoltà nel Nord Est, dove a stento supera il 10% dei voti, in Campania e in Sardegna.
Il Partito Socialista Italiano va particolarmente bene in Umbria, dove ottiene il 20% dei voti, e nel Nord Italia, in cui supera il 15% dei voti. Più precisamente ottiene risultati sopra il 20% dei consensi sulla retta che va da Novara a Ferrara passando per Varese, Cremona, Mantova, in cui raggiunge il 25% delle preferenze, e Venezia. Nel resto del Paese ottiene risultati in linea con la media nazionale o di poco inferiore, superando il PCI in Veneto e Lombardia.
Il Partito Nazionale Monarchico ottiene la maggior parte dei suoi consensi nel Sud Italia, in particolare dalla Campania, in cui supera il 15% dei voti, dalla Puglia e dalla Sicilia dove ottiene circa il 10% delle preferenze. Sopra la media nazionale il resto del Sud, mentre nel Nord Italia i risultati sono piuttosto inferiori alla media eccezion fatta per il Piemonte in cui raggiunge quasi il 7%. Profondamente inferiori alla media in Emilia-Romagna, Toscana, Umbria e Marche dove non supera nemmeno il 2% dei voti.
Il Movimento Sociale Italiano incrementa i propri consensi in tutta Italia con massimi del 10% di aumento in Sicilia. In generale nel Centro Sud cresce maggiormente rispetto al Nord e ciò rafforza il forte radicamento in questa parte del Paese, specialmente nel Lazio, in Abruzzo e in Sicilia dove ottiene i suoi risultati migliori. Nel Nord Italia ottiene consensi non troppo inferiori alla media con percentuali particolarmente elevate nel Friuli-Venezia Giulia.
Il Partito Socialista Democratico Italiano perde consensi su quasi tutto il territorio, con decrementi particolarmente marcati nel Nord Italia che però non intaccano il forte radicamento del partito in questa zona, soprattutto in Piemonte, Emilia ed estremo Nord Est. Al Sud i cali sono più contenuti ma non fanno che accentuare la debolezza del PSDI in questa parte d'Italia. Le uniche eccezioni al declino generale sono Campania e Calabria dove i socialdemocratici aumentano i propri voti..
Il Partito Liberale Italiano risulta in crescita o al più stabile in tutto il Centro Nord, specialmente in Piemonte, mentre in tutto il Sud si verifica una vera e propria emorragia di voti con decrementi che superano il 10% in Campania e Puglia. A seguito di questo fatto la geografia del voto liberale cambia notevolmente, con il Nord Ovest che assume il ruolo di zona forte, mentre restano nel Sud alcune isolate roccaforti liberali, come Campobasso, dove raggiunge quasi il 15% dei voti, Benevento e Messina in cui supera il 10%.
Il Partito Repubblicano Italiano subisce notevoli cali di consensi, anche superiori al 5%, in tutto il Centro Italia che però non intaccano la sua forze in queste zone, particolarmente in Romagna, dove ottiene più del 10% dei voti, nelle Marche, nel Lazio, sulla costa toscana. Il calo peggiore si registra nella Provincia di Trapani, dove i repubblicani dimezzano i propri voti restando però ancora molto forti. Nel resto d'Italia stenta a superare il punto percentuale ed è generalmente in calo.
La Democrazia Cristiana sopravanza il Partito Comunista Italiano di quasi 18 punti percentuali, e questo si traduce con un'affermazione su quasi tutto il territorio nazionale con l'esclusione delle Regioni Rosse, ovvero Emilia-Romagna, Toscana e Umbria, anche se lo scudo crociato riesce ad imporsi in alcune province di queste regioni e in altre è superato di pochi punti percentuali. Per quanto riguarda i distacchi, la DC è incontrastata nella sua roccaforte lombardo-veneta, dove infligge al secondo classificato ritardi anche superiori al 50%. Molto forte l'affermazione in Sardegna e nella parte meridionale del Centro Italia. Nel resto del Paese, il vantaggio democristiano è più contenuto e talvolta piuttosto risicato. Il PCI ottiene i suoi maggiori vantaggi in Provincia di Ferrara e nella parte meridionale della Toscana..

Democrazia Cristiana
Partito Comunista Italiano
Partito Socialista Italiano
Partito Nazionale Monarchico
Movimento Sociale Italiano
Partito Socialista Democratico Italiano
Partito Liberale Italiano
Partito Repubblicano Italiano
Distacco tra primo e secondo partito

## Conseguenze del voto
Le liste apparentate di DC, PSDI, PLI e PRI ottennero il 49,24% dei voti, mancando, seppur di poco, la soglia introdotta dalla nuova legge elettorale per ottenere il premio di maggioranza. L'attribuzione dei seggi rimase quindi proporzionale e il centro governativo, nonostante il notevole ridimensionamento, conquistò una risicata maggioranza in entrambi i rami dei Parlamento. La delusione per il risultato, però, fu palpabile e venne attribuita soprattutto a De Gasperi. Il premier uscente ottenne l'incarico di formare il nuovo governo, un monocolore DC, che però durò solamente un mese, segnando la fine della carriera politica dello statista democristiano. Si succedettero per il resto della legislatura governi instabili e mutevoli nella loro composizione sempre sostenuti dal centro e guidati da esponenti democristiani, che nel 1955 portarono al Quirinale il loro collega di partito Giovanni Gronchi, primo presidente del partito cattolico.
Il fallimento della legge truffa ebbe tuttavia conseguenze ancora più ampie che segnarono il quadro politico italiano per quasi tutto il resto del XX secolo. Il sistema maggioritario, introdotto due anni prima a livello locale, venne abolito anche per le elezioni amministrative, sia provinciali che comunali, a favore di un universale sistema proporzionale senza alcun correttivo. La conseguente instabilità generalizzata, oltre a privare i cittadini della reale possibilità di scegliere i propri governi tramite l’alternanza tipica delle altre democrazie occidentali, portò due tratti tipici quel sistema politico che decenni dopo sarà chiamato la "Prima Repubblica": la partitocrazia, ossia quell’equivalenza se non preminenza delle cariche partitiche sulle cariche pubbliche tipica dei regimi socialisti dell'Europa orientale, e il consociativismo che portò, seppur in forme diverse, tutti i partiti dell’arco costituzionale a condividere il potere con conseguenze a carico della spesa pubblica in un quadro di democrazia bloccata.